# „Ехо“ (музикална награда)
Вижте пояснителната страница за други значения на Ехо.
„Ехо“ (с търговска марка „Хуманитарна помощ“ (ECHO) – с главни букви) е ежегодна германска музикална награда, присъждана от Deutsche Phono-Akademie (асоциация на звукозаписните компании).
Вато всяка година победителят се определя от продажбите за предходната година. Echo Deutscher Musikpreis е наследник на Deutscher Schallplattenpreis (Немски звукозаписни награди).
Победителите в категория „Поп“ са обявяват през март, а победителите в категорията „Класика“ – през октомври.

## История
Първото издание е в Кьолн пред 350 зрители през 1992 г., на церемонията по награждаването във Франкфурт през 1993 класическите награди са преместени в отделен случай, като Echo Klassik, същото се случва и в Кьолн през 1994 година. До 1995 само поканените гости да присъстват на церемонията, която се провежда в Мюнхен. През 2001 мястото е преместено от Хамбург в Берлин, През 2009 г., мястото в Берлин е преместен в O2 World.

## Трофей
Трофеят е проектирана от Оливър Ренелт, по времето когато е бил студент в Хамбург. Той е от неръждаема стомана, висок е 40 сантиметра и тежи 2 кг. На него са изобразени половин диск с бележки, вливащи се в него от земното кълбо.